# Tunjung
Le tunjung est une langue austronésienne parlée en Indonésie, dans le Kalimantan oriental, dans l'île de Bornéo. La langue appartient à la branche malayo-polynésienne des langues austronésiennes.

## Classification
Le tunjung est une des deux langues barito-mahakam, un groupe des langues malayo-polynésiennes occidentales.

## Vocabulaire
Exemples du vocabulaire de base du tunjung :
| français | tunjung | Prononciation |
| -------- | ------- | ------------- |
| un       | ča’     |               |
| cinq     | lima’   |               |
| cendres  | ahuu’   |               |
| pleuvoir | učan    |               |
| maison   | huma’   |               |
| feu      | apuui   |               |
| soleil   | uɛnau   |               |
| lac      | kʌnohan |               |

## Sources
- (en) Hudson, Alfred B., The Barito Isolects of Borneo. A Classification Based on Comparative Reconstruction and Lexicostatics, Data Paper, Number 68, Ithaca, Department of Asian Studies, Cornell University, 1976.